# Espoleta de percussão

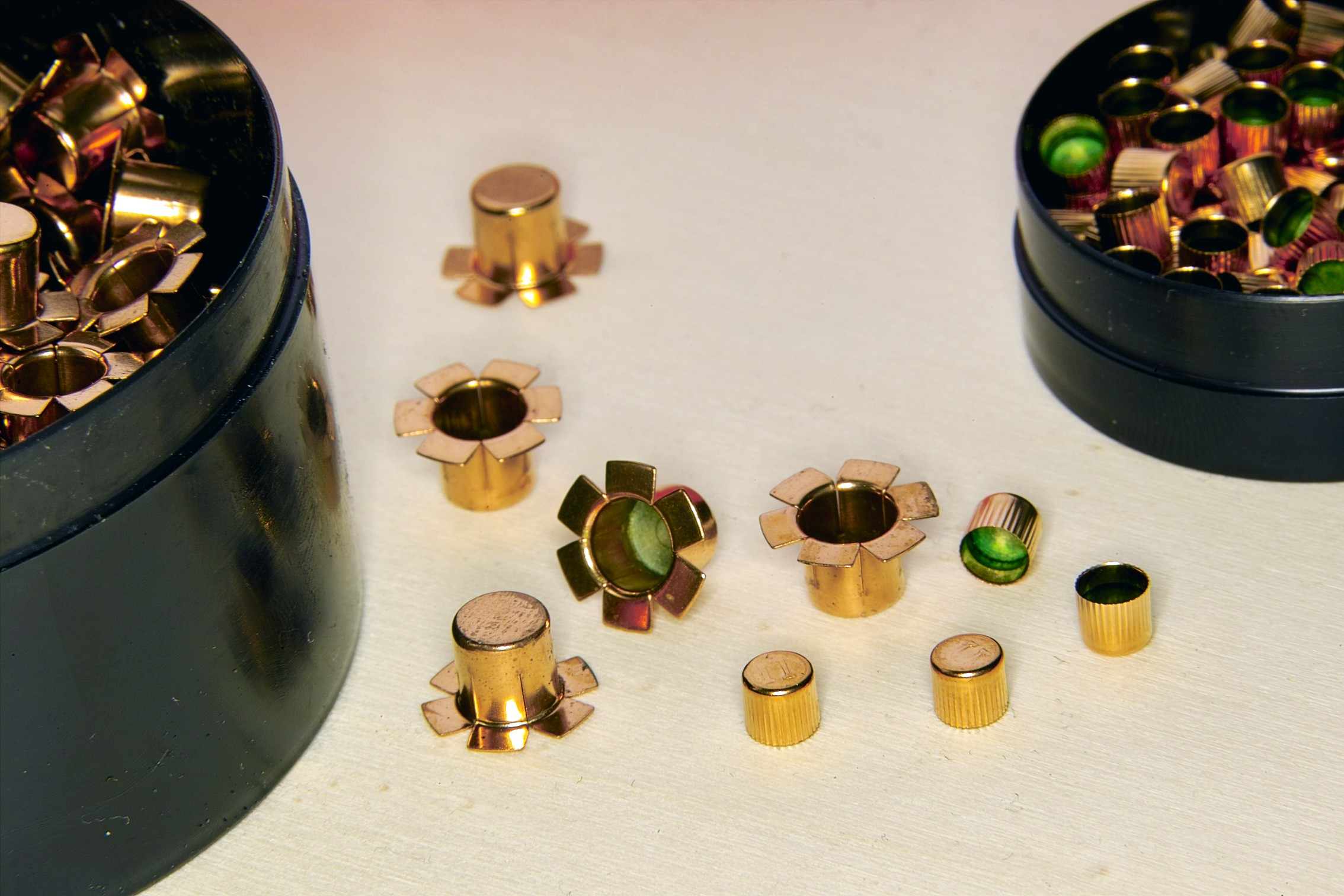
Alguns exemplos de espoletas de percussão.

A espoleta de percussão ("percussion cap" ou "percussion primer" (em inglês)), introduzida por volta de 1820, é um tipo de dispositivo de ignição de uso único usado em armas de fogo de carregamento frontal (antecarga), que lhes permitia disparar de forma confiável em qualquer condição climática. Esta invenção crucial deu origem ao sistema de percussão, que veio a substituir o até então utilizado, sistema de pederneira.

## Funcionamento e designações históricas

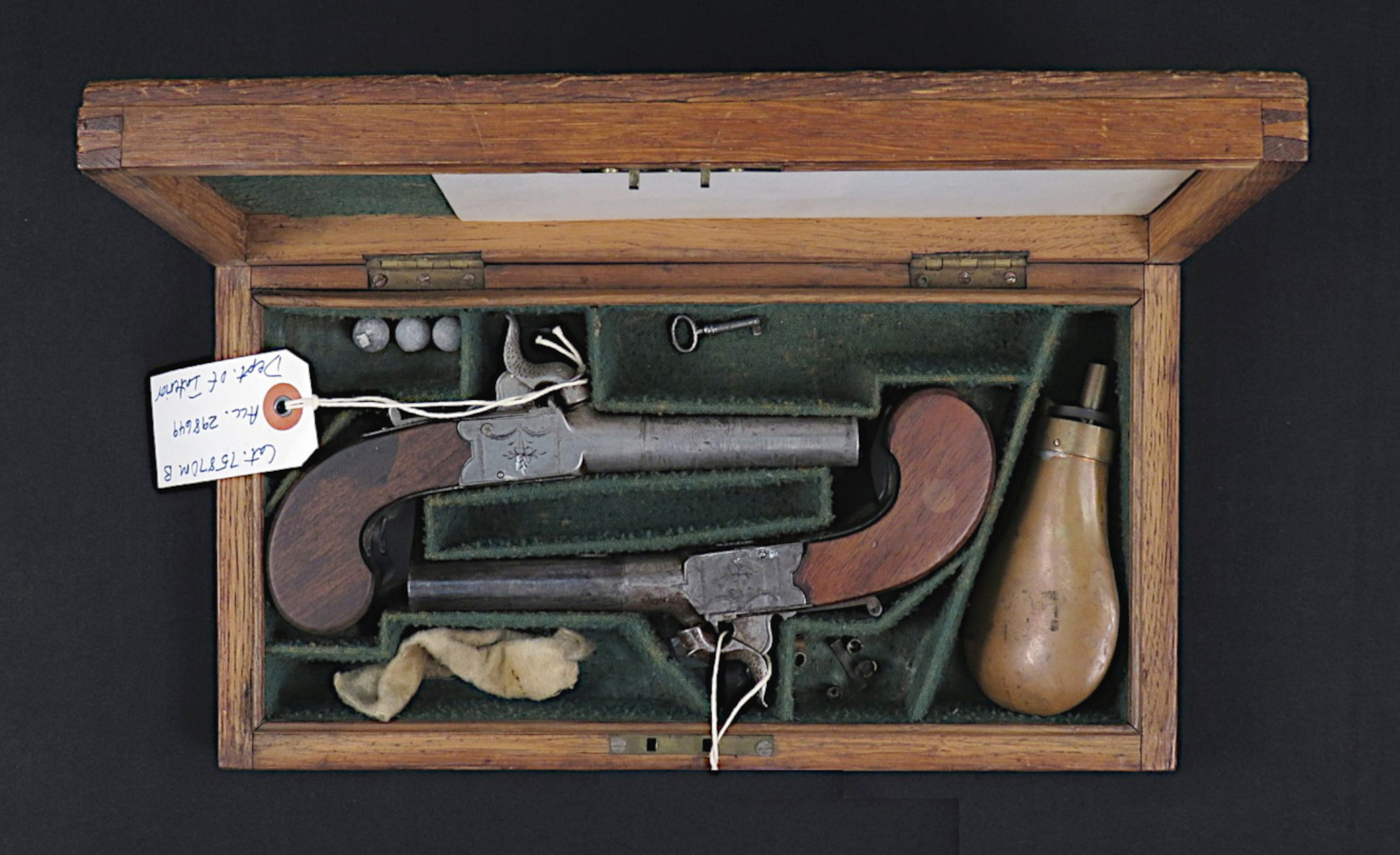
Exemplar típico de pistola "cap and ball"
com as balas no canto superior esquerdo
e as espoletas abaixo à direita.

Advindo do surgimento da espoleta de percussão, surgiu o "mecanismo de percussão" ("percussion lock" ou "caplock mechanism" (em inglês)), que funciona através de um "cão" que é liberado pelo gatilho que por ação de mola, bate na espoleta causando a ignição da mesma, que por sua vez causa a ignição da carga principal de pólvora; tecnicamente são chamadas de armas de "percussão extrínseca".
Toda arma de fogo que utiliza o mecanismo de percussão é uma "arma de percussão", seja um rifle ou um revólver.
Nesse contexto, em uma época em que o "cartucho" era um mero invólucro de papel, a designação "cap and ball" (algo como "espoleta e bola"), remete ao fato de as armas nesse sistema utilizarem uma espoleta ("cap") para disparar uma bala esférica ("ball").

## Descrição

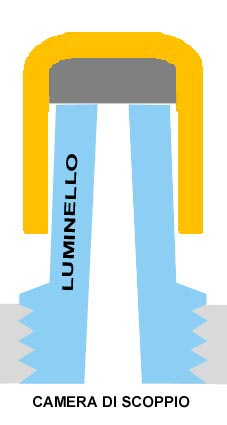

A espoleta de percussão é um pequeno cilindro de cobre ou latão com uma extremidade fechada. Dentro da extremidade fechada está uma pequena quantidade de um material explosivo sensível ao choque, como o fulminato de mercúrio, com fórmula química Hg(CNO)2 feito de mercúrio, ácido nítrico e álcool. O "mecanismo de percussão" consiste em um pequeno martelo conhecido como "cão", e um bico em forma de cone oco, conhecido como "ouvido"; o "ouvido" se conecta ao interior da culatra da arma. A espoleta de percussão é colocada sobre o "ouvido". Ao ser acionado, o gatilho libera o cão, que cai atinge a espoleta de percussão, fazendo com que o fulminato de mercúrio expluda. As chamas desta explosão viajam através do "ouvido" oco para acender a carga de pólvora principal. as espoletas de percussão foram feitas em tamanhos pequenos para pistolas e tamanhos maiores para rifles e mosquetes.
Na ilustração à direita, pode-se ver uma espoleta de percussão (em amarelo) sobre o "ouvido" da arma (em azul).[carece de fontes?]